# Carex mendica
Carex mendica är en halvgräsart som beskrevs av Ernest Lepage. Carex mendica ingår i släktet starrar, och familjen halvgräs. Inga underarter finns listade i Catalogue of Life.